# Судзуки, Дайсэцу Тэйтаро
Дайсэцу Судзуки (яп. 鈴木 大拙 судзуки дайсэцу, настоящее имя Тэйтаро Судзуки (яп. 鈴木 貞太郎 судзуки тэйтаро:); 18 октября 1870 — 12 июля 1966) — японский буддолог, философ, психолог. Один из ведущих популяризаторов дзэн-буддизма. Профессор философии Университета Отани в Киото. Член Японской академии наук и Теософского общества Адьяр.

## Биография
В 1892 году окончил филологический факультет Токийского университета.
В молодости был мирским учеником дзэнской школы Риндзай-сю в Энгаку-дзи, большом монастыре Камакуры. В этот период Судзуки получил от наставника имя Дайсэцу. На заданный однажды вопрос, что означает это имя, Судзуки ответил «великую глупость». Умберто Эко связывал такой ответ с дзэнской традицией «бесстрастного юмора», в которой один наставник дзэн мог легко назвать другого наставника «старым мешком, полным риса», и отмечал, что имя Дайсэцу в реальности означало «великую простоту».
После получения образования в 1909—1920 годах преподавал в Университете Гакусюин и в Токийском императорском университете.
С 1921 года в течение двадцати лет преподавал в Университете Отани, где получил звание профессора.
В 1936 году в качестве преподавателя по обмену посетил Великобританию, где читал лекции о буддизме.
Долгое время жил в США и Европе, читал лекции по буддизму в Колумбийском, Гарвардском и многих других университетах и колледжах.
В 1940-х годах вёл семинары по дзэн-буддизму в Колумбийском университете, где познакомился с Карен Хорни и Эрихом Фроммом, что позволило в дальнейшем поддерживать с ними профессиональные отношения. Благодаря этому сотрудничеству в 1951 году Японию для знакомства с дзэн-буддизмом посетила Хорни, а Фромм в 1957 году организовал в своем доме в Куернаваке специальный семинар по дзэн-буддизму и психоанализу. Семинар проходил под руководством Судзуки и Фромма. По материалам семинара была издана их совместная книга «Дзэн-буддизм и психоанализ» (1960 год, в соавторстве с Р. Де Мартино).
В 1950—1958 годах читал лекции и занимался преподавательской деятельностью в университетах США. Роберт Эллвуд в связи с этим отмечал, что «интенсивный интеллектуальный интерес к дзену в тот период может быть в основном объяснён этой его активностью и сохраняющимся влиянием его прежних работ».
Был женат на Беатрис Эрскин Лэйн, выпускнице Рэдклиффского колледжа и теософе, имевшей многочисленные связи с последователями бахаизма в США и Японии, позднее и Судзуки вступил в Теософское общество Адьяр и стал активным теософом.

## Научная деятельность
Судзуки исследовал, популяризировал и пропагандировал так называемый «немонастырский дзэн-буддизм» и всячески стремился к сближению западной и восточной философии и психологии. Ряд его работ посвящены общим проблемам буддизма махаяны, формированию религиозной практики и учения буддизма в Китае. Особое внимание Судзуки уделял проблемам адаптации явлений дальневосточной культуры к иным традициям, отличающимся от них.
Его заслуга состояла в том, что он предложил западному читателю свою интерпретацию религиозно-философского, этического и эстетического учения дзэн-буддизма. В работах Судзуки отмечалось место этой школы в буддизме махаяны и в других дальневосточных учениях и в дальневосточной культуре в целом. Его труды сыграли важную роль в процессе сближения культур Востока и Запада.
Идеями дзэн-буддизма Судзуки заинтересовал К. Г. Юнга и многих других.
Перевёл четыре труда Эммануила Сведенборга на японский язык. Был ментором британского учёного-япониста Реджинальда Блайса.

## Взгляды
Во время Второй мировой войны Судзуки критиковал идеологию кокутай («тело нации»), особенно идею «японского духа», связанную с патриотизмом, а также идеологию милитаризма, связанную с «самопожертвованием во славу императора». Данные идеи в то время поддерживалась некоторыми японскими дзэн-мастерами. Судзуки указывал, что «Рассматривать безрассудное и бессмысленное жертвоприношение своей жизни как дзэн — это всё перепутать. Дзэн абсолютно никогда не учит кого-то бросать свою жизнь».

## Награды и звания
- В 1949 году был награждён медалью за деятельность в области культуры и стал членом Японской Академии[9]
- В 1951 году получил звание «Заслуженный деятель культуры[англ.]»
- В 1954 году получил премию Асахи за активную пропаганду японской культуры за рубежом
- Профессор философии университета Отани в Киото

## Отзывы
Е. Г. Балагушкин отмечал, что Судзуки сыграл наибольшую роль в распространении идей дзен-буддизма на Западе и прежде всего в США. Он также указывает, что Судзуки «по замечанию Р. Элвуда, создал почти бесконечную серию книг и эссе на английском языке о дзене» и что без него «западная мода на дзен осталась бы почти необъяснимой». Кроме того Балагушкин обратил внимание на то, что Д. Т. Судзуки совместно со своим учеником и последователем Аланом Уотсом, который «явился вторым по значению пропагандистом дзена на Западе», оказал «непосредственное влияние на духовных вождей битников — видных представителей калифорнийской литературной богемы: Г. Снайдера, А. Гинсберга, Д. Керуака».
Трэверс Кристмас Хамфриз в некрологе в британской газете «Таймс» отмечал:

«Д-р Судзуки был замечательной фигурой в области восточной философии. Он совмещал в себе учёного мирового уровня, духовного учителя, достигшего просветления, которое он стремился передать, и автора более чем двадцати книг, открывшего Западу суть и цели дзэн-буддизма. Он был знатоком санскрита и китайских буддийских текстов, а знакомство с несколькими европейскими языками позволяло ему великолепно разбираться в тенденциях современной европейской мысли. Судзуки оказал влияние не только на „поколение дзэн“, но и на многих специалистов»

Сотрудник Центра японских исследований ИВ РАН М. В. Бабкова указывала, что многие американцы и европейцы, вдохновлённые трудами Д. Т. Судзуки, Р. Х. Блайса, Кристмаса Хамфриза, Алана Уотса и приехавшие в Японию постигать дзэн, обнаружили расхождения между прочитанным в книгах и реальностью. В их представлении дзэн был «религией без предрассудков, победой интеллекта над суевериями». В Японии же американцы и европейцы увидели монахов, строго следующих монастырским уставам, и алтари, украшенные цветами, свечами, благовониями и подношениями. При этом монахи были сосредоточены в основном не на достижении сатори, а пытались вытерпеть долгие часы дзадзэна и много заботились о ведении монастырского хозяйства. Некоторая часть людей была значительно разочарована таким положением вещей и перестала интересоваться дзэн, другая часть попыталась найти общее между книгами и живой японской традицией, что в дальнейшем привело к взаимному сближению японских учителей и западных интересующихся. Часть интересующихся стали японскими монахами, постигая на практике описанное в старых текстах, а часть японских учителей обратили своё внимание на США и Европу и открыли там ряд дзэн-центров.

## Публикации